# Mistrovství světa juniorů ve sportovním lezení 2017
Mistrovství světa juniorů ve sportovním lezení 2017 (anglicky: IFSC World Youth Championship) se uskutečnilo jako dvacátý pátý ročník 30. srpna – 10. září v Innsbrucku v lezení na obtížnost, rychlost, v boulderingu a poprvé také v kombinaci (v olympijském formátu).
Následující týden po tomto závodu se konalo mistrovství Evropy juniorů v boulderingu ve středočeském městě Slaný.

## Průběh MSJ
Tento ročník závodů byl náročný jak pro závodníky, tak organizátory i doprovod reprezentací, většina jich zde tentokrát trávila dva týdny. Kromě kvalifikačních, semifinálových a finálových kol závodů v jednotlivých disciplínách, které zde podle kalendáře proběhly v pořadí bouldering, rychlost a obtížnost, ještě nejlepší závodníci (kteří se přihlásili do kombinace a lezli ve třech disciplínách) navíc závodili v jeden den finále ve všech třech disciplínách. Prakticky celá kvalifikace se lezla na skupiny, také dvě kvalifikační cesty na obtížnost, které se obvykle lezou dva dny, museli závodníci z organizačních důvodů zvládnout za jeden den.
Závodníci z Japonska, Spojených států amerických a Ruska si z jednotlivých disciplín odvezli celkem 40 medailí. Z rakouských závodníků získal bronz pouze Jan-Luca Posch v boulderingu, nejvíce domácích finalistů bylo v kategorii A.

### Bodování kombinace
Pro kategorii A byly závody v kombinaci současně hlavní kvalifikací na letní olympijské hry mládeže 2018 v Buenos Aires. Z celkových výsledků závodníků kteří se účastnili všech tří disciplín, bylo v kategoriích juniorů a B vybráno 6 nejlepších lezců (finále v sobotu 9. září) a v kategorii A 20 nejlepších (finále v neděli 10. září), kteří se v jeden den utkali o konečné pořadí v kombinaci. Pořadí v jednotlivých disciplínách se násobilo a zvítězili lezci s menším násobkem, případně rozhodoval násobek pořadí v kvalifikaci. (Tímto systémem budou také probíhat nominační závody jako MS 2019 i vlastní letní olympijské hry 2020 v Tokiu, kde se sportovní lezení objeví poprvé).
Pozn.: Pořadí z celkového umístění závodníků v jednotlivých disciplínách pro určení finalistů v kombinaci bylo proškrtané o závodníky, kteří se všech tří disciplín neúčastnili.
Nejvíce medailí v kombinaci získali Japonci a dvě zlaté také rakouští závodníci.

### Češi na MSJ
Jediným českým závodníkem ve finále byl devátý Ondřej Slezák v lezení na obtížnost v kategorii B. Do finále kombinace se nedostal žádný český lezec.

### Výsledky juniorů a juniorek
| obtížnost                | obtížnost                  | rychlost               | rychlost                | bouldering            | bouldering                |
| ------------------------ | -------------------------- | ---------------------- | ----------------------- | --------------------- | ------------------------- |
| junioři                  | juniorky                   | junioři                | juniorky                | junioři               | juniorky                  |
| 1. Jošijuki Ogata        | 1. Claire Buhrfeind        | 1. Carlos Granja       | 1. Darja Kanová         | 1. Jošijuki Ogata     | 1. Claire Buhrfeind       |
| 2. Meiči Narasaki        | 2. Aika Tadžima            | 2. Seungbeom Lee       | 2. Elizaveta Ivanova    | 2. Meiči Narasaki     | 2. Maya Madere            |
| 3. Kai Lightner          | 3. Heloïse Doumont         | 3. Michael Finn-Henry  | 3. Ekaterina Barashchuk | 3. Jan-Luca Posch     | 3. Johanna Holfeld        |
|                          |                            |                        |                         |                       |                           |
| 4. Taito Nakagami        | 4. Victoria Perkins        | 4. Lev Rudatskiy       | 4. Claire Buhrfeind     | 4. Kai Lightner       | 4. Iuliia Panteleeva      |
| 5. Nao Monchois          | 5. Margo Hayes             | 5. Kostiantyn Pavlenko | 5. Leslie Romero        | 5. Yannick Flohé      | 5. Laura Stöckler         |
| 6. Arsène Duval          | 6. Hannah Slaney           | 6. Gian Luca Zodda     | 6. Piper Kelly          | 6. Baptiste Ometz     | 6. Ida Kups               |
| 7. Rudolph Ruana         | 7. Michelle Hulliger       | 7. Fedor Trukhanov     | 7. Amanda Wooten        | 7. Leo Avezou         | —                         |
| 8. William Bosi          | 8. Joanne Brinkmann        | 8. Ehsan Asrar         | 8. Silvia Porta         | —                     | —                         |
| 9. Sascha Lehmann        | —                          | —                      | —                       | —                     | —                         |
| 10. Hugo Parmentier      | —                          | —                      | —                       | —                     | —                         |
| 11. Minyoung Lee         | —                          | —                      | —                       | —                     | —                         |
| 12. Yannick Flohé        | —                          | —                      | —                       | —                     | —                         |
|                          |                            |                        |                         |                       |                           |
| 29.-30. Jakub Konečný    | 47.-48. Michaela Matúšová  | 31. Pavel Krutil       | 31. Sára Urbanová       | 49.-50. Ondřej Bína   | 51.-53. Anna Šebestíková  |
| 61.-62. Jan Kendík       | 55.-56. Alexandra Franková | —                      | —                       | 65.-66. Martin Chytil | 54.-55. Michaela Matúšová |
| 63.-64. Petr Kliger      | 57.-58. Lucie Petrová      | —                      | —                       | 73.-74. Jakub Rázek   | —                         |
| 73.-74. Zbyšek Černohous | 57.-58. Anna Šebestíková   | —                      | —                       | —                     | —                         |
| 12 finalistů             | 8 finalistek               | 4/8 finalistů          | 4/8 finalistek          | 7 finalistů           | 6 finalistek              |
| 27 semifinalistů         | 26 semifinalistek          | 16 semifinalistů       | 16 semifinalistek       | 20 semifinalistů      | 20 semifinalistek         |
| 82 chlapců               | 59 dívek                   | 72 chlapců             | 51 dívek                | 87 chlapců            | 55 dívek                  |

#### Kombinace junioři
| Jméno             | Finále | Finále    | Finále   | Finále     | Kvalifikace | Kvalifikace | Kvalifikace | Kvalifikace |
| Jméno             | body   | obtížnost | rychlost | bouldering | body        | obtížnost   | rychlost    | bouldering  |
| ----------------- | ------ | --------- | -------- | ---------- | ----------- | ----------- | ----------- | ----------- |
| 1. Meiči Narasaki | 4      | 4.        | 1.       | 1.         | 16          | 2.          | 4.          | 2.          |
| 2. Jošijuki Ogata | 4      | 1.        | 2.       | 2.         | 20          | 1.          | 20.         | 1.          |
| 3. Kai Lightner   | 27     | 3.        | 3.       | 3.         | 36          | 3.          | 3.          | 4.          |
| 4. William Bosi   | 60     | 2.        | 5.       | 6.         | 840         | 6.          | 10.         | 14.         |
| 5. Kai Harada     | 96     | 6.        | 4.       | 4.         | 810         | 9.          | 9.          | 10.         |
| 6. Yannick Flohé  | 150    | 5.        | 6.       | 5.         | 760         | 8.          | 19.         | 5.          |

#### Kombinace juniorky
| Jméno                | Finále | Finále    | Finále   | Finále     | Kvalifikace | Kvalifikace | Kvalifikace | Kvalifikace |
| Jméno                | body   | obtížnost | rychlost | bouldering | body        | obtížnost   | rychlost    | bouldering  |
| -------------------- | ------ | --------- | -------- | ---------- | ----------- | ----------- | ----------- | ----------- |
| 1. Laura Stöckler    | 3      | 1.        | 3.       | 1.         | 320         | 16.         | 5.          | 4.          |
| 2. Iuliia Panteleeva | 10     | 5.        | 1.       | 2.         | 240         | 8.          | 10.         | 3.          |
| 3. Margo Hayes       | 45     | 3.        | 5.       | 3.         | 294         | 3.          | 14.         | 7.          |
| 4. Franziska Sterrer | 48     | 6.        | 2.       | 4.         | 648         | 9.          | 9.          | 8.          |
| 5. Claire Buhrfeind  | 60     | 2.        | 6.       | 5.         | 1           | 1.          | 1.          | 1.          |
| 6. Aika Tadžima      | 96     | 4.        | 4.       | 6.         | 396         | 2.          | 22.         | 9.          |

### Výsledky chlapců a dívek v kategorii A
| obtížnost                        | obtížnost                | rychlost              | rychlost                  | bouldering               | bouldering               |
| -------------------------------- | ------------------------ | --------------------- | ------------------------- | ------------------------ | ------------------------ |
| chlapci                          | dívky                    | chlapci               | dívky                     | chlapci                  | dívky                    |
| 1. Šúta Tanaka                   | 1. Ašima Širaiši         | 1. Sergej Rukin       | 1. Aleksandra Kalucka     | 1. Filip Schenk          | 1. Ašima Širaiši         |
| 2. Nathan Martin                 | 2. Brooke Raboutou       | 2. Georgiy Morozov    | 2. YiLing Song            | 2. Keita Dohi            | 2. Luiza Emeleva         |
| 3. Mikel Asier Linacisoro Molina | 3. Nolwenn Arc           | 3. JinXin Li          | 3. Polina Aksenova        | 3. Mizuki Tajima         | 3. Brooke Raboutou       |
|                                  |                          |                       |                           |                          |                          |
| 4. Filip Schenk                  | 4. Laura Rogora          | 4. Noah Bratschi      | 4. Elena Remizova         | 4. Petar Ivanov          | 4. Laura Rogora          |
| 5. Sam Avezou                    | 5. Sandra Lettner        | 5. Cristian Dorigatti | 5. Elisabetta Dalla Brida | 5. Pietro Biagini        | 5. Hannah Meul           |
| 6. Louis Gundolf                 | 6. Chiara Schafferer     | 6. Donghyun Jang      | 6. Elena Krasovskaia      | 6. Nicolai Uznik         | 6. Sandra Lettner        |
| 7. Léo Ferrera                   | 7. Celina Schoibl        | 7. Yaroslav Tkach     | 7. MingWei Ni             | —                        | —                        |
| 8. Stefan Scherz                 | 8. Valentina Aguado      | 8. Vladislav Terleev  | 8. Daria Kuznetsova       | —                        | —                        |
| —                                | 9. Giorgia Tesio         | —                     | —                         | —                        | —                        |
|                                  |                          |                       |                           |                          |                          |
| 62. Šimon Potůček                | 22.-24. Eliška Adamovská | 73. Ondřej Hašek      | 22. Hana Křížová          | 47.-52. Jakub Skočdopole | 27.-28. Lenka Slezáková  |
| 99.-101. Tomáš Lukášek           | 33.-34. Lenka Slezáková  | 91. Tomáš Lukášek     | 57. Aneta Loužecká        | 100.-101. Ondřej Hašek   | 39.-40. Eliška Adamovská |
| 105.-106. Ondřej Hašek           | 61.-62. Natálie Tuzová   | —                     | 61. Lenka Slezáková       | 104.-119. Tomáš Lukášek  | 63.-65. Aneta Loužecká   |
| —                                | 69.-70. Sabina Večeřová  | —                     | 71. Eliška Adamovská      | 120. Aleš Maršík         | 67.-73. Natálie Tuzová   |
| —                                | 73.-75. Tereza Kubátová  | —                     | —                         | —                        | 57.-86. Jana Ondřejová   |
| —                                | 73.-75. Aneta Loužecká   | —                     | —                         | —                        | —                        |
| 8 finalistů                      | 9 finalistek             | 4/8 finalistů         | 4/8 finalistek            | 6 finalistů              | 6 finalistek             |
| 29 semifinalistů                 | 26 semifinalistek        | 16 semifinalistů      | 16 semifinalistek         | 20 semifinalistů         | 20 semifinalistek        |
| 121 chlapců                      | 101 dívek                | 110 chlapců           | 85 dívek                  | 132 chlapců              | 94 dívek                 |

#### Kombinace chlapci A
| Jméno           | Finále | Finále    | Finále   | Finále     | Kvalifikace | Kvalifikace | Kvalifikace | Kvalifikace |
| Jméno           | body   | obtížnost | rychlost | bouldering | body        | obtížnost   | rychlost    | bouldering  |
| --------------- | ------ | --------- | -------- | ---------- | ----------- | ----------- | ----------- | ----------- |
| 1. Sam Avezou   | 42     | 2.        | 3.       | 7.         |             |             |             |             |
| 2. Filip Schenk | 67,5   | 3.        | 15.      | 1.         |             |             |             |             |
| 3. Petar Ivanov | 72     | 4.        | 6.       | 3.         |             |             |             |             |
| 4.              |        |           |          |            |             |             |             |             |
| 5.              |        |           |          |            |             |             |             |             |
| 6.              |        |           |          |            |             |             |             |             |
| 7.              |        |           |          |            |             |             |             |             |
| 8.              |        |           |          |            |             |             |             |             |
| 9.              |        |           |          |            |             |             |             |             |
| 10.             |        |           |          |            |             |             |             |             |
| 11.             |        |           |          |            |             |             |             |             |
| 12.             |        |           |          |            |             |             |             |             |
| 13.             |        |           |          |            |             |             |             |             |
| 14.             |        |           |          |            |             |             |             |             |
| 15.             |        |           |          |            |             |             |             |             |
| 16.             |        |           |          |            |             |             |             |             |
| 17.             |        |           |          |            |             |             |             |             |
| 18.             |        |           |          |            |             |             |             |             |
| 19.             |        |           |          |            |             |             |             |             |
| 20.             |        |           |          |            |             |             |             |             |

#### Kombinace dívky A
| Jméno              | Finále | Finále    | Finále   | Finále     | Kvalifikace | Kvalifikace | Kvalifikace | Kvalifikace |
| Jméno              | body   | obtížnost | rychlost | bouldering | body        | obtížnost   | rychlost    | bouldering  |
| ------------------ | ------ | --------- | -------- | ---------- | ----------- | ----------- | ----------- | ----------- |
| 1. Sandra Lettner  | 40     | 4.        | 10.      | 1.         |             |             |             |             |
| 2. Ašima Širaiši   | 52     | 1.        | 13.      | 4.         |             |             |             |             |
| 3. Brooke Raboutou | 135    | 5.        | 9.       | 3.         |             |             |             |             |
| 4.                 |        |           |          |            |             |             |             |             |
| 5.                 |        |           |          |            |             |             |             |             |
| 6.                 |        |           |          |            |             |             |             |             |
| 7.                 |        |           |          |            |             |             |             |             |
| 8.                 |        |           |          |            |             |             |             |             |
| 9.                 |        |           |          |            |             |             |             |             |
| 10.                |        |           |          |            |             |             |             |             |
| 11.                |        |           |          |            |             |             |             |             |
| 12.                |        |           |          |            |             |             |             |             |
| 13.                |        |           |          |            |             |             |             |             |
| 14.                |        |           |          |            |             |             |             |             |
| 15.                |        |           |          |            |             |             |             |             |
| 16.                |        |           |          |            |             |             |             |             |
| 17.                |        |           |          |            |             |             |             |             |
| 18.                |        |           |          |            |             |             |             |             |
| 19.                |        |           |          |            |             |             |             |             |
| 20.                |        |           |          |            |             |             |             |             |

### Výsledky chlapců a dívek v kategorii B
| obtížnost                             | obtížnost                        | rychlost             | rychlost                  | bouldering            | bouldering               |
| ------------------------------------- | -------------------------------- | -------------------- | ------------------------- | --------------------- | ------------------------ |
| chlapci                               | dívky                            | chlapci              | dívky                     | chlapci               | dívky                    |
| 1. Colin Duffy                        | 1. Ai Mori                       | 1. Jacopo Stefani    | 1. Polina Kulagina        | 1. Rei Kawamata       | 1. Futaba Itó            |
| 2. Alberto Ginés López                | 2. Natsuki Tanii                 | 2. Anton Kulba       | 2. Daria Potapova         | 2. Semen Ovčinnikov   | 2. Natsuki Tanii         |
| 3. Hidemasa Nishida                   | 3. Futaba Itó                    | 3. Evgeny Kuzin      | 3. Kamilla Kushaeva       | 3. Ryoei Nukui        | 3. Saki Kikuchi          |
|                                       |                                  |                      |                           |                       |                          |
| 4. Zander Waller                      | 4. Camille Pouget                | 4. Milosz Bujak      | 4. Valeriia Slobodchikova | 4. Hidemasa Nishida   | 4. Indiana Chapman       |
| 5. Rei Kawamata                       | 5. Saki Kikuchi                  | 5. Jordan Fishman    | 5. Giulia Randi           | 5. Joshua Fourteau    | 5. Nekaia Sanders        |
| 6. Hamish McArthur 6. Nicolò Balducci | 6. Lucie Watillon 6. Luce Douady | 6. Joshua Muehring   | 6. Sofiia Gladka          | 6. Thomas Podolan     | 6. Daria Furmanova       |
| 6. Hamish McArthur 6. Nicolò Balducci | 6. Lucie Watillon 6. Luce Douady | 7. Fedir Razinkov    | 7. Sienna Kopf            | —                     | —                        |
| 8. Tim Bucher                         | 8. Vanda Michalková              | 8. Omar Almatov      | 8. Capucine Viglione      | —                     | —                        |
| 9. Ondřej Slezák                      | —                                | —                    | —                         | —                     | —                        |
| 10. Connor Herson                     | —                                | —                    | —                         | —                     | —                        |
| 10. Johannes Hofherr                  | —                                | —                    | —                         | —                     | —                        |
| 12. Victor Baudrand                   | —                                | —                    | —                         | —                     | —                        |
| 13. Noé Moutault                      | —                                | —                    | —                         | —                     | —                        |
|                                       |                                  |                      |                           |                       |                          |
| 39.-40. Marek Jeliga                  | 33.-35. Michaela Smetanová       | 60. Albert Musil     | 14. Tereza Cibulková      | 41.-43. Lukáš Doleček | 27. Eliška Bulenová      |
| 43.-45. Albert Musil                  | 42. Eliška Bulenová              | 64.-74. Marek Jeliga | 44. Eliška Hobzová        | 67.-69. Marek Jeliga  | 31.-32. Klára Hašková    |
| 69. Jáchym Cink                       | 45.-46. Tereza Širůčková         | —                    | 60. Eliška Bulenová       | 72. Albert Musil      | 53.-56. Tereza Širůčková |
| —                                     | 47.-49. Eliška Hobzová           | —                    | 65. Klára Hašková         | 75.-76. Jáchym Cink   | 61. Michaela Smetanová   |
| —                                     | 50. Nikola Králíková             | —                    | —                         | —                     | 63.-64. Eliška Hobzová   |
| —                                     | 73.-74. Klára Hašková            | —                    | —                         | —                     | —                        |
| 13 finalistů                          | 8 finalistek                     | 4/8 finalistů        | 4/8 finalistek            | 6 finalistů           | 6 finalistek             |
| 26 semifinalistů                      | 26 semifinalistek                | 16 semifinalistů     | 16 semifinalistek         | 21 semifinalistů      | 20 semifinalistek        |
| 88 chlapců                            | 86 dívek                         | 74 chlapců           | 77 dívek                  | 90 chlapců            | 85 dívek                 |

#### Kombinace chlapci B
| Jméno                  | Finále | Finále    | Finále   | Finále     | Kvalifikace | Kvalifikace | Kvalifikace | Kvalifikace |
| Jméno                  | body   | obtížnost | rychlost | bouldering | body        | obtížnost   | rychlost    | bouldering  |
| ---------------------- | ------ | --------- | -------- | ---------- | ----------- | ----------- | ----------- | ----------- |
| 1. Semen Ovčinnikov    | 12     | 2.        | 2.       | 3.         | 390         | 15.         | 13.         | 2.          |
| 2. Rei Kawamata        | 18     | 6.        | 3.       | 1.         | 75          | 5.          | 15.         | 1.          |
| 3. Hidemasa Nishida    | 24     | +1.       | 6.       | 3.         | 336         | 3.          | 28.         | 4.          |
| 4. Ryoei Nukui         | 30     | 5.        | 1.       | 6.         | 189         | 9.          | 7.          | 3.          |
| 5. Alberto Ginés López | 40     | +2.       | 5.       | 3.         | 168         | 2.          | 14.         | 6.          |
| 6. Colin Duffy         | 64     | +4.       | 4.       | 3.         | 361         | 1.          | 19.         | 19.         |

#### Kombinace dívky B
| Jméno            | Finále | Finále    | Finále   | Finále     | Kvalifikace | Kvalifikace | Kvalifikace | Kvalifikace |
| Jméno            | body   | obtížnost | rychlost | bouldering | body        | obtížnost   | rychlost    | bouldering  |
| ---------------- | ------ | --------- | -------- | ---------- | ----------- | ----------- | ----------- | ----------- |
| 1. Natsuki Tanii | 3      |           |          | 84         |             |             |             |             |
| 2. Ai Mori       | 7,5    |           |          |            | 174         |             |             |             |
| 3. Futaba Itó    | 18     |           |          |            | 60          |             |             |             |
| 4. Naile Meignan | 90     |           |          |            | 420         |             |             |             |
| 5. Saki Kikuchi  | 96     |           |          |            | 444         |             |             |             |
| 6. Luce Douady   | 120    |           |          |            | 800         |             |             |             |

### Medaile podle zemí
| pořadí | stát        | Zlatá medaile | Stříbrná medaile | Bronzová medaile | celkem |
| ------ | ----------- | ------------- | ---------------- | ---------------- | ------ |
| 1.     | Japonsko    | 6             | 6                | 5                | 17     |
| 2.     | USA         | 5             | 2                | 3                | 10     |
| 3.     | Rusko       | 3             | 6                | 4                | 13     |
| 4.     | Itálie      | 2             | 0                | 0                | 2      |
| 5.     | Ekvádor     | 1             | 0                | 0                | 1      |
| 5.     | Polsko      | 1             | 0                | 0                | 1      |
| 7.     | Francie     | 0             | 1                | 1                | 2      |
| 7.     | Čína        | 0             | 1                | 1                | 2      |
| 7.     | Španělsko   | 0             | 1                | 1                | 2      |
| 10.    | Jižní Korea | 0             | 1                | 0                | 1      |
| 11.    | Belgie      | 0             | 0                | 1                | 1      |
| 11.    | Rakousko    | 0             | 0                | 1                | 1      |
| 11.    | Německo     | 0             | 0                | 1                | 1      |

#### Kombinace
| pořadí | stát      | Zlatá medaile | Stříbrná medaile | Bronzová medaile | celkem |
| ------ | --------- | ------------- | ---------------- | ---------------- | ------ |
| 1.     | Japonsko  | 2             | 3                | 2                | 7      |
| 2.     | Rakousko  | 2             | 0                | 0                | 2      |
| 3.     | Rusko     | 1             | 1                | 0                | 2      |
| 4.     | Francie   | 1             | 0                | 0                | 1      |
| 5.     | USA       | 0             | 1                | 3                | 4      |
| 6.     | Itálie    | 0             | 1                | 0                | 1      |
| 7.     | Bulharsko | 0             | 0                | 1                | 1      |